# Buzău (grad)
 Buzău (njemački: Busäu) je grad u jugoistočnoj Rumunjskoj, glavni grad županije  Buzău. 

## Zemljopis
Grad Buzau se nalazi u podnožju krajnje istočnih Karpata, na mjestu njihovog prelaska u Vlašku nizinu na 88 do 101 metra nadmorske visine. Grad se razvio oko rijeke Buzău u rumunjskoj povijesnoj pokrajini Vlaškoj. 
Klima grada je kontinentalna s prosječno 500 mm padalina godišnje. Ljeta u gradu mogu biti veoma topla i suha, a zimi može napadati i 30 cm snijega.
Područje Buzaua prvi put se u spisima spominje u starorimsko doba (oko 400. g. pr. Kr.). Tada se ono spominje u vezi s pokrštavanjem mjesnog stanovništva. Iz tog vremena potječu i danas otkriveni grobovi.

## Povijest
Tijekom srednjeg vijeka Buzau dobiva izvanredni značaj i predstavlja trgovačko i kulturno središte. Postoje pisani podatci da je grad već u 12. stoljeću bio utvrđen zidinama s četiri gradska vrata. Ime Buzau kao trgovačkog grada prvi put se spominje 1431. godine. Godine 1500. vlaški dvor osniva episkopiju u gradu, koja je bila nadležna za istočni dio Vlaške. U to vrijeme Buzau je četvrti grad po veličini u zemlji. Grad je istovremeno prerastao u važno trgovačko središte sa sajmom. 
Na prijelazu u suvremeno doba (18. stoljeće) nekoliko ratova vođenih između Turaka i kršćanskih sila sjeverno od Vlaške na ovom području dovelo je do potpunog uništenja grada. Dodatni udarac bile su i epidemije koje su pratile ratna stradanja. Posljednje stradanje grad bilo je 1821. godine zbog Grčkog ustanka, poslije čega se pristupilo razvoju suvremenog grada na svim njegovim poljima. U prvoj plovini 19. stoljeća grad se brzo razvija, otvaraju se škole, uvodi se ulična rasvjeta, grade se i popravljaju ceste i ulice. Ruska vojska okupirala je grad na tri godine (1853. – 56.) tijekom Krimskog rata. Do Prvog svjetskog rata Buzau dobiva gradsku bolnicu, kazalište, gradsku kuću, željezničku stanicu.
Poslije Prvog svjetskog rata grad se postupno razvija u industrijsko središte sa suvremenim ulicama i trgovima. Godine 1944. vojska SSSR-a je ušla u grad, što je označilo početak komunističke vladavine u Rumunjskoj. Grad doživljava buran razvoj u sljedećim desetljećima, povezan s masovnom izgradnjom i industrijalizacijom, ali je to bilo praćeno rušenjem brojnih vrijednih starih četvrti i zgrada. Grad se i danas oporavlja od ovako krupnih i često nepotrebnih mjera i postupno razvija u novim uvjetima.

## Stanovništvo
Po popisu stanovništva iz 2002. godine grad ima 134.227 stanovnika, dok je prosječna gustoća naseljenosti 1,637.34 stan/km²
- Rumunji 95,67 %
- Romi 4,09%
- ostali 0,24%

### Kretanje broja stanovništva
- 1832.: 2.567
- 1864.: 9.027
- 1892.: 17.300
- 1900.: 21.000
- 1941.: 44.511
- 1968.: 66.433
- 1977.: 101.149
- 1992.: 148.087
- 2002.: 134.227

Prema vjeroispovijesti 98,79% stanovništva grada su pravoslavci.

## Gradovi prijatelji
- Oudenaarde, Belgija
- Agios Dimitrios, Grčka

## Vanjske poveznice
- Službena stranica grada

### Ostali projekti
|  | Zajednički poslužitelj ima još gradiva o temi Buzău (grad) |